# Hesperolinon congestum
Hesperolinon congestum là một loài thực vật có hoa trong họ Linaceae. Loài này được (A. Gray) Small mô tả khoa học đầu tiên năm 1907.